# Солоненська сільська рада (Заліщицький район)
Соло́ненська сільська́ ра́да — адміністративно-територіальна одиниця та орган місцевого самоврядування в Заліщицькому районі Тернопільської області. Адміністративний центр — село Солоне.

## Загальні відомості
- Територія ради: 14,2 км²
- Населення ради: 1 354 особи (станом на 2001 рік)

## Населені пункти
Сільській раді підпорядковані населені пункти:
- с. Солоне
- с. Рожанівка

## Склад ради
Рада складається з 16 депутатів та голови.
- Голова ради: Мацьків Ярослав Миколайович
- Секретар ради: Чубак Тетяна Богданівна

### Керівний склад попередніх скликань
| Прізвище, ім'я, по батькові | Основні відомості                                                                              | Дата обрання | Дата звільнення |
| --------------------------- | ---------------------------------------------------------------------------------------------- | ------------ | --------------- |
| Павлик Зиновій Григорович   | Сільський голова, 1962 року народження, безпартійний                                           | 26.03.2006   | 31.10.2010      |
| Мацьків Ярослав Миколайович | Сільський голова, 1960 року народження, освіта вища, член Всеукраїнського об'єднання «Свобода» | 31.10.2010   |                 |

Примітка: таблиця складена за даними сайту Верховної Ради України

### Депутати
За результатами місцевих виборів 2010 року депутатами ради стали:

#### За суб'єктами висування
| Суб'єкт висування       | Кількість обраних депутатів | %    |
| ----------------------- | --------------------------- | ---- |
| Самовисування           | 15                          | 93,8 |
| Партія «Справедливість» | 1                           | 6,3  |

#### За округами
| № округу                | Прізвище, ім'я, по батькові  | Дата визнання обраним | Освіта             | Партійна приналежність       | Відомості про обраного депутата                       |
| ----------------------- | ---------------------------- | --------------------- | ------------------ | ---------------------------- | ----------------------------------------------------- |
| Партія «Справедливість» |                              |                       |                    |                              |                                                       |
| 8                       | Скочинський Василь Дмитрович | 02.11.2010            | вища               | член Партії «Справедливість» | ТВПУ-4 ім. М.Паращука, майстер                        |
| Самовисування           |                              |                       |                    |                              |                                                       |
| 1                       | Павчак Ярослава Іванівна     | 02.11.2010            | середня спеціальна | позапартійна                 | Солоненська сільська рада, бухгалтер                  |
| 2                       | Гнатюк Павло Омелянович      | 02.11.2010            | середня спеціальна | позапартійний                | тимчасово не працює                                   |
| 3                       | Танчук Марія Іванівна        | 02.11.2010            | середня спеціальна | позапартійна                 | Солоненська сільська рада, техпрацівник               |
| 4                       | Витрикуш Ярослав Васильович  | 02.11.2010            | вища               | позапартійний                | Бурякопункт с. Торське, робітник                      |
| 5                       | Николяк Олег Павлович        | 02.11.2010            | вища               | позапартійний                | загальноосвітня школа І-ІІ ст. с. Солоне, вчитель     |
| 6                       | Ягнич Ганна Василівна        | 02.11.2010            | вища               | позапартійна                 | Управління статистики в районі, начальник відділу     |
| 7                       | Лещишин Галина Володимирівна | 02.11.2010            | середня спеціальна | позапартійна                 | Дитячий садочок с. Солоне, вихователь                 |
| 9                       | Рудько Василь Іванович       | 02.11.2010            | вища               | позапартійний                | Цех кованих виробів смт. Товсте, начальник            |
| 10                      | Чубак Тетяна Богданівна      | 02.11.2010            | середня спеціальна | позапартійна                 | Солоненська сільська рада, секретар                   |
| 11                      | Лещишин Михайло Васильович   | 02.11.2010            | середня            | позапартійний                | ТзОВ «Оскар», робітник                                |
| 12                      | Гриненко Омелян Васильович   | 02.11.2010            | середня            | позапартійний                | пенсіонер                                             |
| 13                      | Федорук Богдан Богданович    | 02.11.2010            | середня            | позапартійний                | тимчасово не працює                                   |
| 14                      | Петрас Борис Борисович       | 02.11.2010            | середня            | позапартійний                | тимчасово не працює                                   |
| 15                      | Чернявська Галина Петрівна   | 02.11.2010            | середня спеціальна | позапартійна                 | тимчасово не працює                                   |
| 16                      | Буринюк Павло Михайлович     | 02.11.2010            | вища               | позапартійний                | фельдшерсько-акушерський пункт ТзОВ «Дружба», завгосп |